# ديمون هاريسون
ديمون هاريسون (بالإنجليزية: Damon Harrison)‏ هو لاعب كرة قدم أمريكية أمريكي، ولد في 29 نوفمبر 1988 في نيو أيبيريا في الولايات المتحدة.

## وصلات خارجية
- الموقع الرسمي
- ديمون هاريسون على موقع مرجع كرة القدم المحترفة.كوم (الإنجليزية)